# Marius Pena
Marius George Pena (n. 2 mai 1985, București, România) este un fotbalist român aflat sub contract cu CSA Steaua București. Este fiul lui George Pena, atacantul legendar al echipei FC Progresul București.
A ajuns la FC Baku după ce antrenorul Vugar Huseynzade l-a remarcat în jocul Football Manager.

## Titluri
Oțelul Galați
- Liga I (1): 2010-2011[5]